# Schloss Schönrade

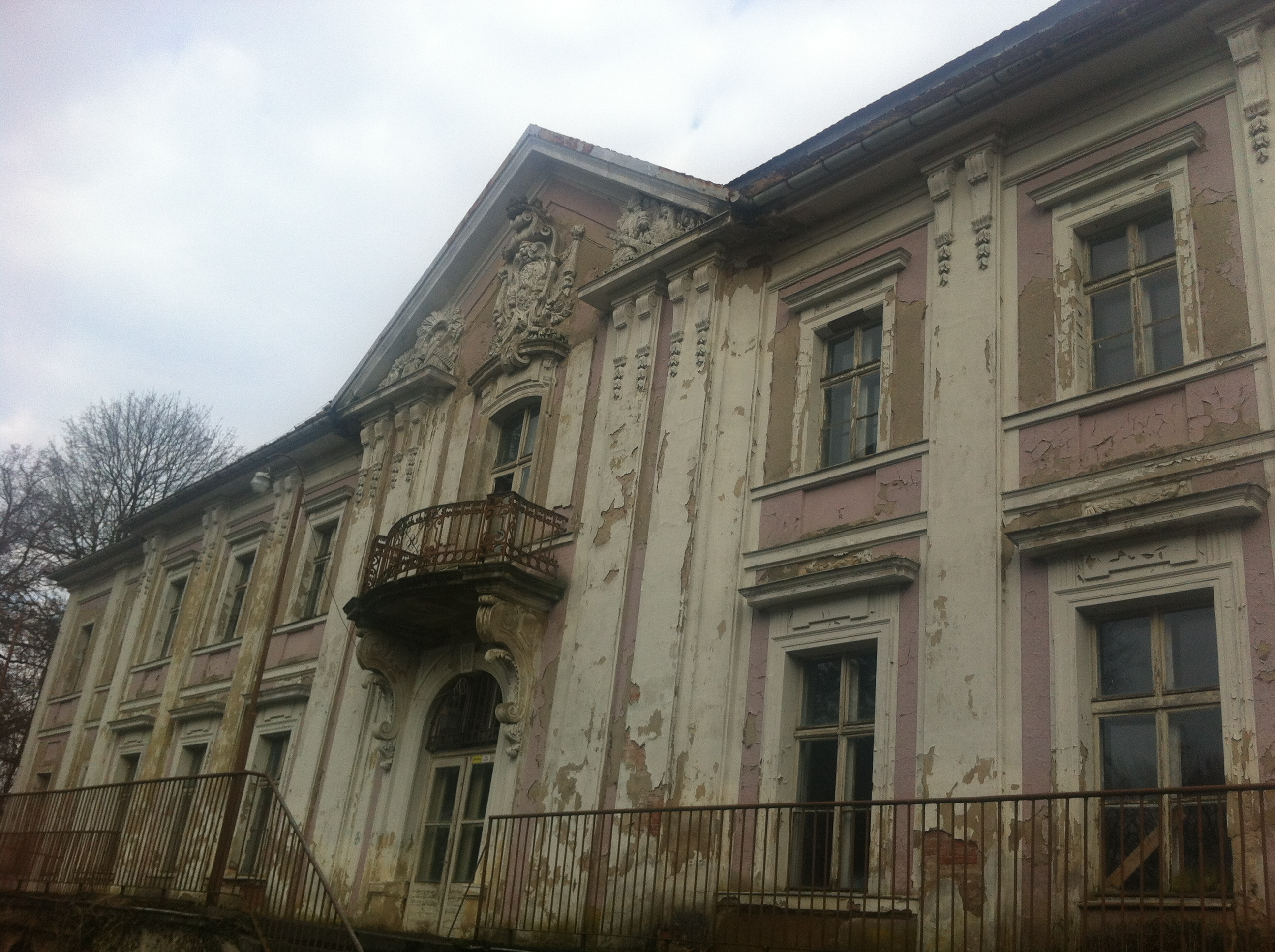
Ruine von Schloss Schönrade

Die Ruine von Schloss Schönrade (polnisch Palac w Tucznie) befindet sich in Schönrade (Tuczno) nördlich von Friedeberg (Strzelce Krajeńskie) im Norden der historischen Neumark.

## Geschichte
Ein erster Beleg für den Ort stammt aus einer Belehnungsurkunde für das Dorf Klausdorf (Kłębowiec) von 1301 an das Kloster von Bernstein (Pełczyce). Im Landbuch von 1337 werden die Billerbeck als Besitzer genannt. Im Jahr 1499 wurden die Familie von Schöning mit Schönrade und dem Nachbarort Blumenfeld belehnt. Im Jahr 1801 zerstörte ein Feuer das Gutshaus Schönrade.
Ab 1836 bis 1945 bewirtschafteten die briefadligen von Wedemeyer das Gut, beginnend mit Ludwig von Wedemayer und seiner Frau Klara von Langenn-Steinkeller, deren Sohn Max Friedrich von Wedemayer 1901 auch zu Potsdam im Neuen Palais die preußische Adelsanerkennung erhielt. Ab 1897 wurde das Ensemble durch einen L-förmigen, von Alfred Messel entworfenen Schlossbau ergänzt. In dieser Phase betrug die Gutsgröße etwa 1243 ha, davon waren 300 ha Forsten. Der Umfang der zu Schönrade gehörenden Begüterung blieb im Wesentlichen bis in das 20. Jahrhundert stabil. Der Gutsherr zu Pätzig Hans von Wedemeyer ist in Schönrade geboren.
Am 29. Januar 1945 marschierte die Rote Armee in Schönrade ein und befreiten 600 russische Kriegsgefangene auf dem Wirtschaftshof des Guts. 16 deutsche Soldaten und der Gutsbesitzer Franz-Just von Wedemayer, Major d. R., wurden erschossen. Die Witwe Erica, geborene von Schuckmann ging mit ihren fünf Kindern zum alten Stammgut der Familie, Untergut Eldagsen, nach Niedersachsen. Schönrader Erbe wäre im Minorat der jüngste Sohn Hans-Hubertus von Wedemayer geworden.
Im Jahr 1966 wurde das Mansardendach bei einem Brand zerstört, 1979 auch das Haupthaus. Seit 1990 ist das Schloss ungenutzt in privatem Besitz. Das benachbarte Gutshaus wurde saniert.

## Bauwerk
Das Schloss, gelegen auf einer leichten Anhöhe, öffnet sich mit einer gestaffelten Hauptfassade zum Park. Ein breiter Risalit leitet mit einem Giebelfeld zum Mansarddach über. Die Außengestaltung des Schlosses ist von der Schlossarchitektur des 18. Jahrhunderts inspiriert. Das Giebelfeld zeigt in seinen unteren Zwickeln Symbole der Landwirtschaft und der Kriegskunst, in der Mitte das Wappentier der von Wedemeyers.